# Country Joe McDonald
Joseph Allen McDonald (Washington, DC, 1 de Janeiro de 1942), mais conhecido como Country Joe McDonald, foi o líder e vocalista da banda de rock psicodélico Country Joe & the Fish.
Começou sua carreira como artista de rua, se apresentando na Telegraph Avenue em Berkeley, Califórnia, no começo da década de 1960.
Ele e Barry Melton co-fundaram o Country Joe & the Fish, que se tornaria uma pioneira banda de rock psicodélico com suas apresentações ecléticas em locaais como The Avalon Ballrom, Fillmore, Monterey Pop Festival e Woodstock.